# Телеприсутність
Телеприсутність — набір технологій, що дозволяє користувачеві, наприклад за допомогою спеціальних пристроїв (телекерованих роботів), отримати враження того, що він знаходиться і/або впливає на місце, відмінне від його фізичного місця розташування.
Для забезпечення повної телеприсутності необхідно, щоб користувач отримував ті ж відчуття, немов знаходився в іншому місці. Також користувач може мати можливість впливати на віддалене місце. У цьому випадку переміщення, дії, голос, і т. д. користувача повинні бути закодовані, передані та відтворені у віддаленій локації.

## Телеприсутність і віртуальна реальність
Суть телеприсутності у взаємодії з іншим, реальним місцем, на відміну від віртуальної реальності, де користувач відчуває себе у віртуальному просторі. Системи телеприсутності і віртуальної реальності використовують схоже обладнання для взаємодії з користувачем. При використанні обох технологій відчуття передаються (приймаються) користувачем в деякій кодованій (як правило, цифровій) формі. Основне ж розходження в тому, що у випадку телеприсутності йде взаємодія з реальним світом, а в разі віртуальної реальності з комп'ютером.

## Відео
Найпростіша система включає в себе відеопотік. В ідеальному ж випадку все поле зору користувача має бути заповнене зображенням віддаленого місця. І крім того, точка огляду повинна відповідним чином реагувати на переміщення і повороти голови користувача (на відміну від кіно чи телебачення, де глядач не може управляти точкою огляду).
Для досягнення подібного ефекту можуть використовуватися дуже великі (в тому числі сферичні) екрани, або ж мініатюрні дисплеї, закріплені перед очима. У цьому випадку можна домогтися особливо переконливого почуття об'єму. Рухи голови повинні відслідковуватися, а камера на віддаленій площадці повинна відтворювати їх точно і в реальному часі.
Найпоширенішим сьогодні є використання так званого Media Presence Environmnet (MPE) — імерсивних відеоконференц-систем, що наближують досвід дистанційного спілкування до реального. Це досягається шляхом:
- відтворення зображення співрозмовників у реальному розмірі
- збереженні HD-якості відео та звуку
- схожості інтер'єрів приміщень, в яких відбувається розмова

## Маніпулювання
Можливість маніпулювати об'єктами у віддаленому середовищі — найважливіший аспект цієї системи телеприсутності, і може бути реалізована по-різному в залежності від потреб користувачів. Зазвичай рухи рук і пальців користувача зчитуються рукавичками або іншими системами відстеження положення, робот (пристрій телеприсутності) же, який знаходиться у віддаленому місці, копіює їх настільки точно, наскільки можливо.
Чим точніше пристрій телеприсутності відтворює рухи людини, тим більше ефект занурення.

## Області застосування
Перші пропозиції по застосуванню пристроїв телеприсутності були зроблені американським ученим Марвіном Лі Мінським у 1985 році. Він виділяв наступний головні напрямки:
- Гірнича справа і петрологія;
- Ядерні технології;
- Дослідження і розробка підводних ресурсів.

В американських клініках роботи використовуються для:
- Відвідування хворих у клініках лікарем-куратором, які тимчасово знаходяться в іншому місті або країні (на конференції, відпочинку, тощо);
- Відвідування інфекційних хворих родичами без безпосереднього контакту.

У російському банку робот-консультант, керований з центрального відділення, використовується:
- Для зв'язку керівництва банку з відділенням (на місці можна увійти в курс проблем, ухвалити рішення);
- Для первинного обслуговування клієнтів.

Більшість сучасних бойових роботів є пристроями телеприсутності.

## = Див. також
- Віртуальна реальність
- Телемеханіка
- Телемедицина
- Сенсорама